# ژان پل گوتیه
ژان پل گوتیه (به فرانسوی: Jean Paul Gaultier) (زادهٔ ۲۴ آوریل ۱۹۵۲ در شهر آخکویی ول-دو-مرن، فرانسه) یک طراح لباس و مد زنانه است. او یک مدیر خلاق در هرمس از سال ۲۰۰۳ تا ۲۰۱۰ بود.

## زندگی و پیشه
ژان پل گوتیه مجموعهٔ تلویزیونی یوروترش را در گذشته اجرا می کرد. او هرگز به عنوان یک طراح تعلیم ندید و در عوض کار خود را در ابتدا با فرستادن طرحهای خود برای طراحان معروف آغاز کرد.پیر کاردین تحت تاثیر استعداد وی قرار گرفت و در سال ۱۹۷۰ او را به عنوان دستیار خود استخدام کرد.
پس از آن او با ژاک استال در سال ۱۹۷۱ و سال بعد با ژان پتیو همکاری کرد. سال ۲۰۰۳ میلادی نیز به عنوان طراح ارشد شرکت ارمس (Hermes) مشغول به کار شد و تا ۲۰۱۱ در همین سمت به فعالیت ادامه داد.

## نگارخانه

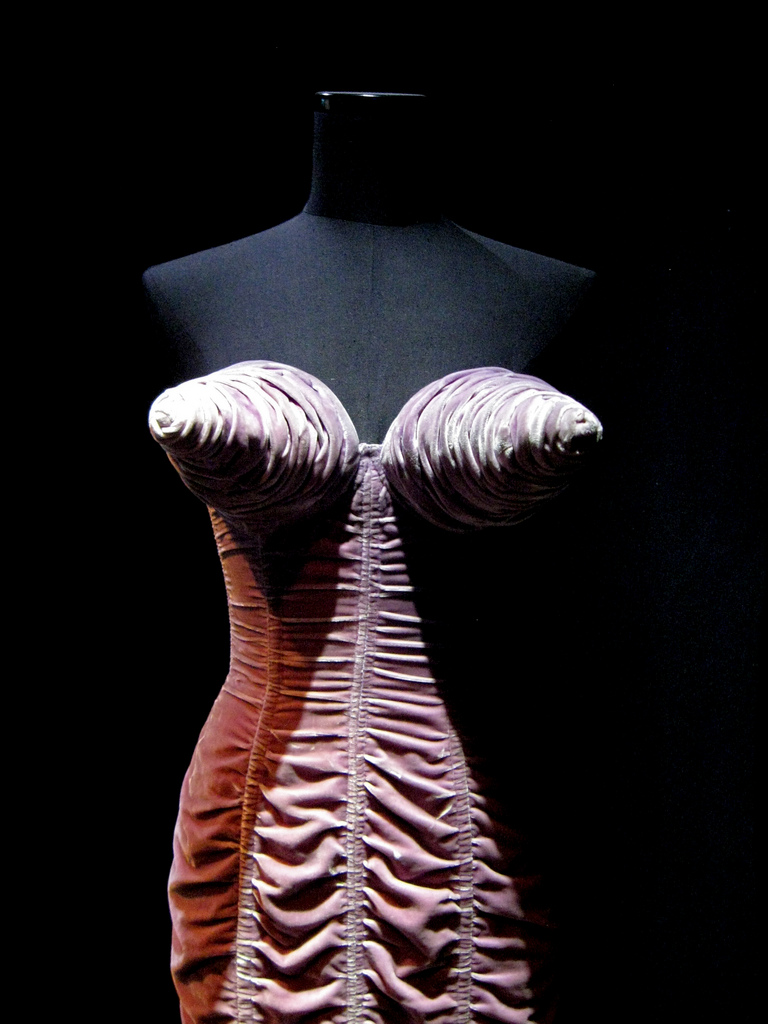
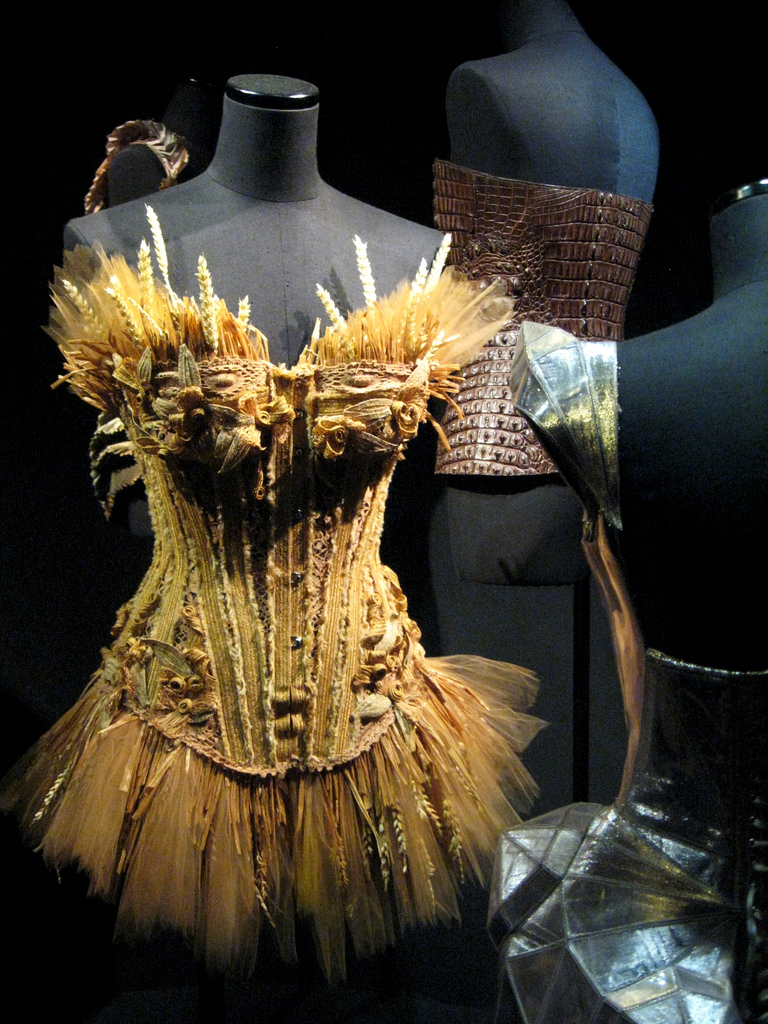
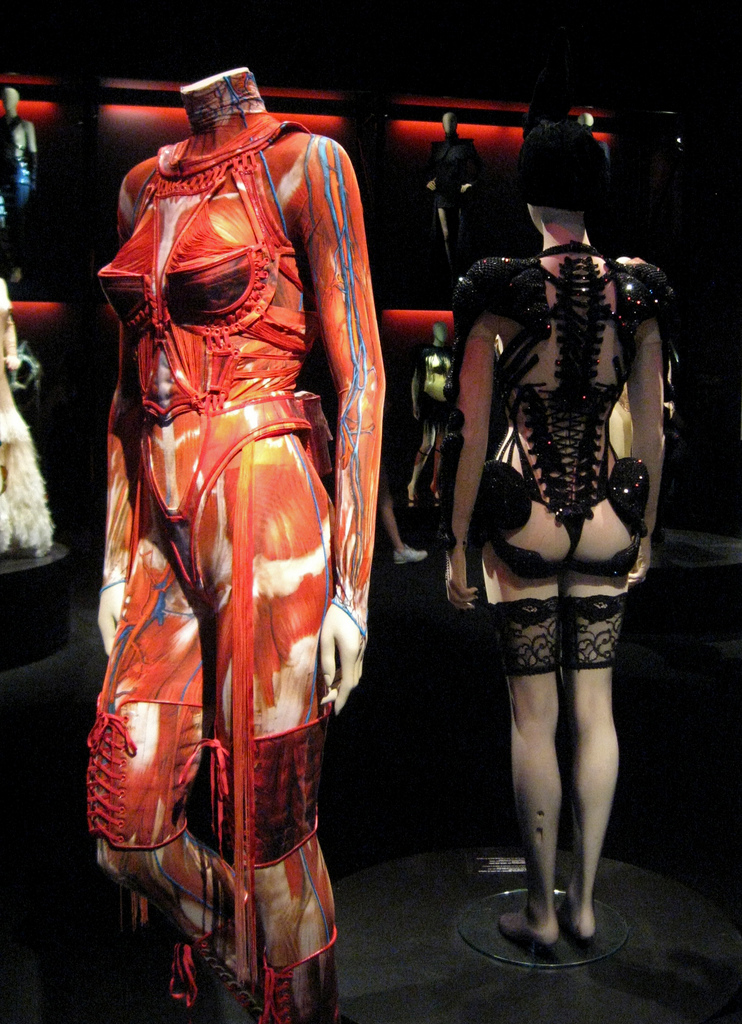
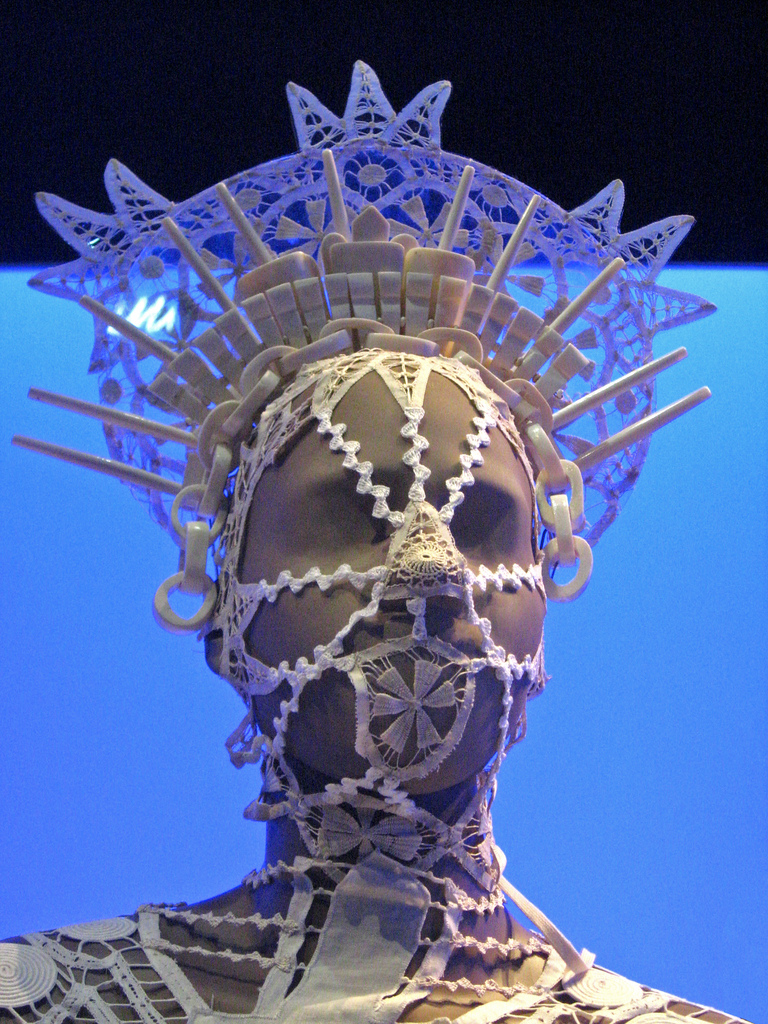
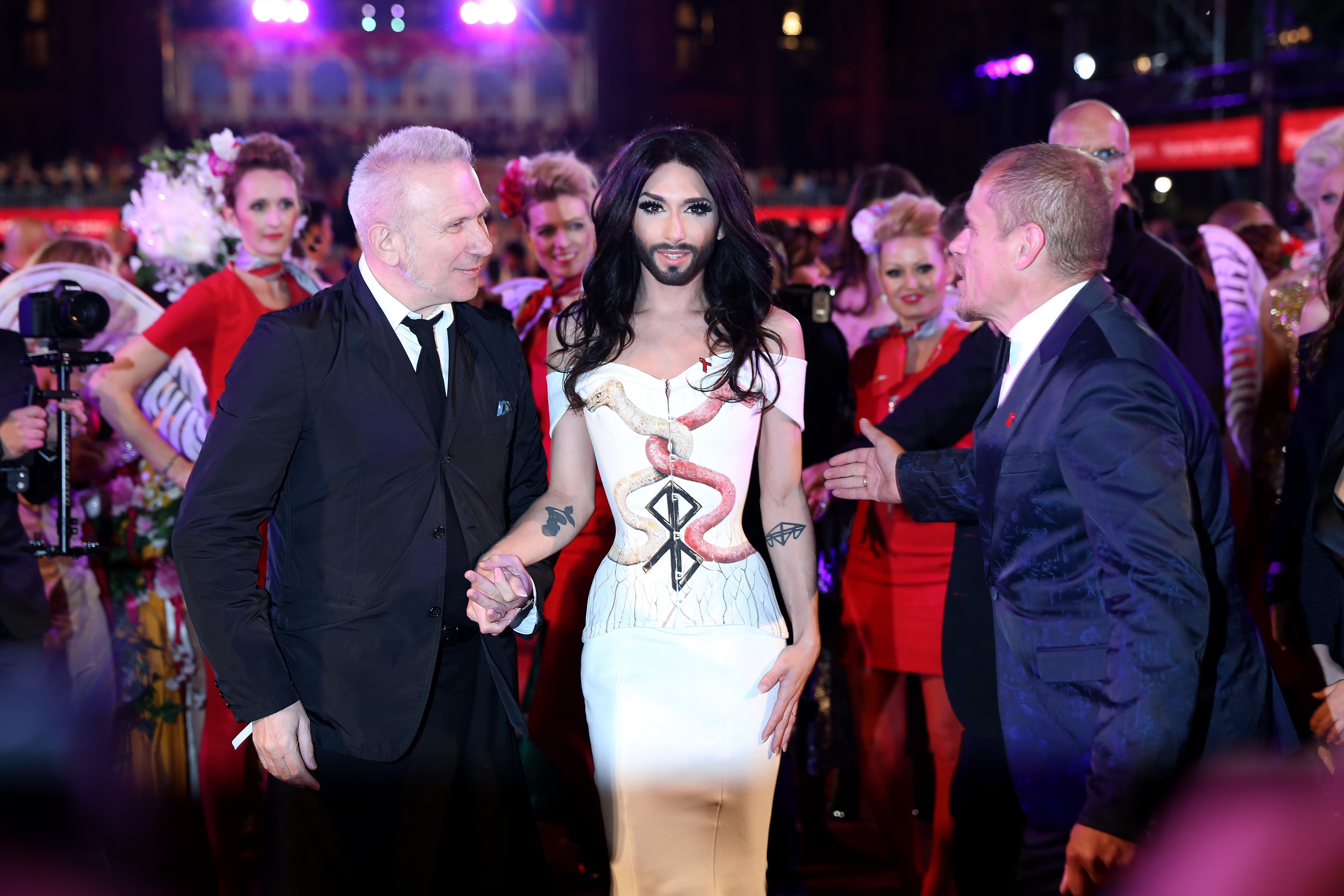